# Medio dólar colombino
La moneda de medio dólar colombino fue acuñada por la Casa de Moneda de los Estados Unidos en 1892 y en 1893. Fue la primera moneda conmemorativa de los Estados Unidos. Se acuñó con motivo del IV Centenario del Descubrimiento de América por Cristóbal Colón. Esto coincidió con la Exposición Mundial Colombina de Chicago. La moneda de medio dólar Colombina fue la primera moneda estadounidense que representó a un personaje histórico.
Los organizadores de la Exposición Mundial Colombina esperaban obtener dinero del estado federal para completar la construcción de la muestra. El Congreso les garantizó una asignación, y les permitió que fuese en forma de monedas de medio dólar conmemorativas, que los legisladores y organizadores creían que podrían venderse con una prima. Uno de los encargados de la muestra, James Ellsworth, quiso que el diseño de la nueva moneda estuviese basado en un retrato que poseía Lorenzo Lotto, que se consideró que representaba a Colón, y propuso esto durante el proceso de diseño. Los esbozos iniciales del jefe de grabados de la Casa de Moneda de los Estados Unidos, Charles E. Barber, no resultaron satisfactorios, y los organizadores de la muestra propusieron un diseño del artista Olin Levi Warner, que tras ser modificado por Barber y por su ayudante, George T. Morgan, fue aprobado por la Casa de Moneda.
Se acuñaron unas 5 000 000 monedas, lo que fue superior a la demanda, y la mitad de ellas fueron fundidas. Esto no resolvió los problemas financieros de la muestra, ya que se vendieron menos de 400 000 con el precio de la prima y unas 2 000 000 se pusieron en circulación, donde permanecieron hasta la década de 1950.

## Exposición Mundial Colombina
En 1890, el Congreso aprobó una legislación que otorgó patrocinio federal a una exposición para conmemorar el 400 aniversario del primer viaje de Cristóbal Colón al Nuevo Mundo. La ley establecía una Comisión de la Exposición Mundial Colombina para supervisar la muestra. Se permitió a Chicago establecer una Compañía de la Exposición Mundial Colombina (conocida como la Compañía) para organizar construcción y la Compañía, en general, tuvo éxito en las deliberaciones que se llevaron a cabo en la misma. De no ser por Daniel Burnham, el encargado del Estudio de Arquitectura de la Compañía, probablemente la muestra nunca hubiese sido construida. Burnham, cuyo lema favorito era "no hagas planes pequeños; no tienen magia para agitar la sangre de los hombres", se convirtió en el artífice de la construcción de la exposición.
El lugar escogido para la muestra fue una parcela de 686 acres en las orillas del lago Míchigan. Los edificios fueron de estilo neoclásico, con influencias de la arquitectura griega y romana, y construidos de una mezcla de yeso blanco y cáñamo que se parecía al mármol. El presidente Benjamin Harrison invitó a "todo el mundo" a participar; muchos países extranjeros construyeron pabellones y también estuvieron representados todos los Estados de los Estados Unidos.

## Comienzos

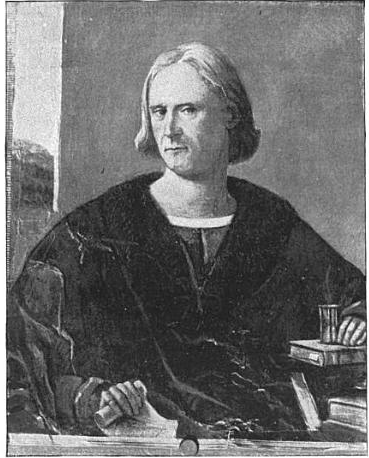
Reproducción del cuadro de Lorenzo Lotto, que se consideró que representaba a Colón.

Los esfuerzos para promover una moneda conmemorativa para la exposición empezaron hacia enero de 1892. Esto fue defendido enérgicamente por el encargado del Comité de Artes Liberales de la Compañía, el industrial James Ellsworth, que estaba particularmente interesado y que había adquirido recientemente un retrato del siglo XVI de alguien que se consideró que era Colón. Ellsworth quería que el diseño de la moneda estuviese basado en el retrato. Fue asesorado en este asunto por el escritor y periodista William Eleroy Curtis, que también fue uno de los encargados de la exposición. En abril de 1892, los partidarios de esto consiguieron el apoyo del director de la Casa de Moneda, Edward O. Leech, que proyectó una moneda que tuviese un retrato de Colón en un lado y una inscripción adecuada en el otro. Curtis era muy consciente de las dificultades que había habido para la realización de la moneda de medio dólar de plata de la serie Barber en 1891, diseñada por el jefe de Grabados de la Casa de Moneda, Charles E. Barber. Las nuevas monedas fueron muy criticadas y Curtis aconsejó a Ellsworth que tomase el control del proceso de diseño de la moneda conmemorativa para garantizar tanto un mejor diseño como el uso del retrato de Lotto. Ninguna moneda de los Estados Unidos había tenido el retrato de una persona, aunque sí que había sido usado habitualmente el retrato de Libertas.
En mayo de 1892, parecía que hacían falta fondos adicionales para completar los edificios de la exposición. La Compañía había vendido acciones y la ciudad de Chicago había emitido bonos para pagar la exposición, pero los costes de la construcción habían sido claramente infravalorados. La Compañía pidió una subvención de 5 millones de dólares al Gobierno federal para completar las obras. Cuando una asignación directa se encontró con la oposición del Congreso, los que la apoyaban propusieron que los 5 millones de dólares fuesen en forma de monedas de medio dólar que pudieran venderse también como recuerdos. Estados Unidos nunca había acuñado una moneda conmemorativa y los organizadores previeron que las monedas podrían venderse al público al doble del valor con el que fueron acuñadas. La plata para las monedas podría venir de fundir las monedas de plata obsoletas y de bajo peso que ya tenía el Departamento de Hacienda de Estados Unidos, por lo que al Gobierno no le costarían nada más que los gastos de producción. Durante el debate sobre esta partida presupuestaria William B. Allison, senador de Iowa, "no serán solo recuerdos para este día y esta generación sino que serán transmitidas [...] a los 200 millones que habitarán aquí en el futuro. Los niños llorarán por ellos y los hombres mayores los solicitarán". El senador de Ohio John Sherman advirtió de que "el enorme número de medios dólares acabará con su valor como recuerdos". Finalmente, el Congreso aprobó 2,5 millones en lugar de 5. El Congreso aprobó esta ley el 5 de agosto de 1892.

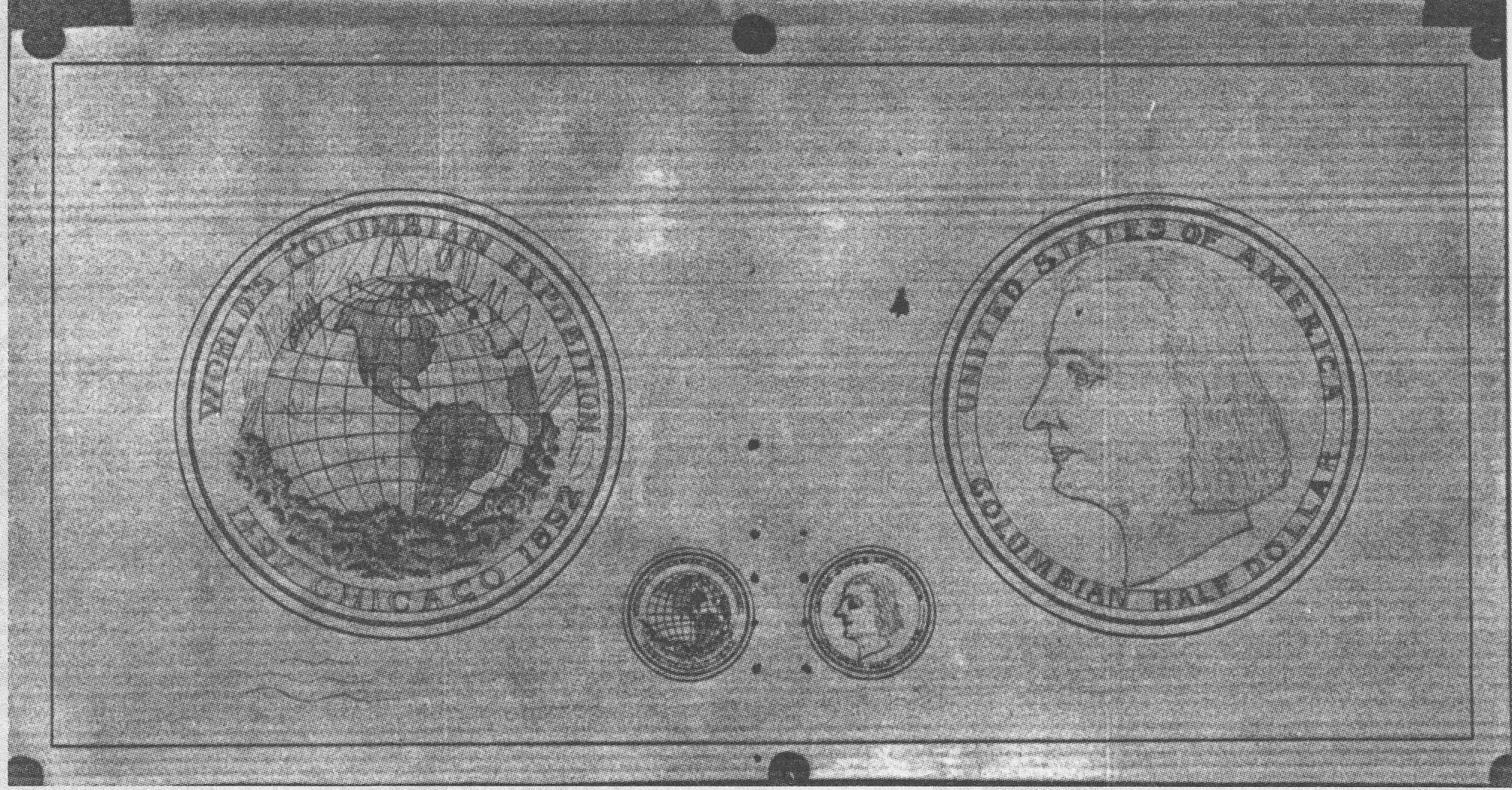
Esbozos originales de Barber's para la moneda de medio dólar. Agosto de 1892.

En julio de 1892, Curtis envió una fotografía del cuadro de Lotto a Leech, que consultó con Barber y le respondió que el grabador no iba a utilizar para una moneda el retrato de alguien mirando hacia delante. Como Barber podía acuñar la moneda con Colón de perfil, Curtis lo arregló buscando a un escultor poco conocido de Washington D. C., Ulric Stonewall Jackson Dunbar, para crear un busto basado en el cuadro a expensas de la Compañía. Cuando fue finalizado, se envió a Barber a Filadelfia. Barber realizó esbozos basados en el busto el 15 de agosto y se los presentó al director en funciones de la Casa de Moneda, Robert E. Preston, ya que Leech estaba de vacaciones. Robert F. Preston los envió a las autoridades de la exposición en Chicago. Ellsworth se los mostró a los artistas que trabajaban en la exposición y a la prensa. Los artistas criticaron los esbozos y los periódicos sugirieron que estos parecían representar más bien a un profesor con el pelo largo que al célebre marino. Esta controversia, unida al debate público sobre si el cuadro representaba verdaderamente a Colón, provocó que Ellsworth rehusase del uso de aquel cuadro.

## Preparativos
A principios de agosto, el artista Frank Miller propuso que el director de Decorados de la exposición, Olin Warner, diseñase la moneda. Warner realizó un perfil de Colón que no estaba basado en el retrato de Lotto. Para el reverso puso la carabela Santa María, la nao capitana de Colón, sobre dos esferas que representaban los hemisferios, aunque sin el mapa de los continentes. La propuesta de Warner fue elogiada por los escultores que trabajaban en el recinto de la exposición. Edward O. Leech, director de la Fábrica de Moneda, también participó cuando regresó de sus vacaciones el 26 de agosto, enviando a los organizadores de la exposición una xilografía basada en la medalla oficial española del IV Centenario del Descubrimiento de América, realizada por Bartolomé Maura y Montaner, y acordó con el Departamento de Estado de los Estados Unidos que adquiriese una en la embajada estadounidense en Madrid. La medalla española obtenida pasó a la Colección de la Casa de Moneda, que se conserva en el Instituto Smithsoniano.
La Fábrica de Moneda estaba dispuesta a ceder a la Compañía el diseño (Ellsworth retiró su amenaza de no permitir que se usara su pintura para fines de agosto), pero el Comité de Finanzas de la Compañía no pudo tomar una decisión sobre qué diseño usar. Warner continuó trabajando en insignias que llevarían los directores de la exposición en la ceremonia conmemorativa de octubre de 1892, aunque la exposición comenzó en mayo de 1893. Estas insignias incluían un círculo con un retrato de Colón en relieve, basado en el retrato de Lotto, y cuando estuvieron terminadas se habló de la posibilidad de usarlas como base para el diseño del medio dólar. La Compañía también consideró diseñar una con tres barcos y otra con un solo barco y una representación del hemisferio occidental. Estos dos diseños fueron proveídos por la Casa de Moneda. Los relatos contemporáneos también mencionan que la Compañía consideró realizar una moneda que tuviese en el reverso un edificio de la exposición.
Los encargados de la exposición solicitaron una reunión con los funcionarios de la Casa de Moneda para sentar las bases del diseño. La Compañía estaba en una mala situación financiera y precisaba del dinero de la venta de las monedas.
Leech acordó enviar a Barber a Chicago, donde se reunió con el Comité Financiero el 23 de septiembre de 1892. Se acordó que el anverso se basaría en el diseño de las insignias y el reverso en el diseño de la carabela de Warner.
La insignia carecía de las inscripciones requeridas para las monedas. Barber cambió el diseño, rodeándolo con la inscripción. La carabela del reverso no estaba lo suficientemente detallada en la versión de Warner. Barber solicitó una fotografía a Ellsworth de la carabela que se exhibiría en la exposición, luego le trasladó su diseño del reverso a George T. Morgan. El jefe de grabados había desechado la idea de Ellsworth de usar el retrato que tenía Lotto y le escribió varias veces en octubre sobre el proyecto. El 17 de octubre, Barber finalizó las pruebas y el 31 de octubre se hicieron las pruebas de acuñación. Leech dijo que eran las monedas más bonitas jamás acuñadas por la Casa de Moneda, y Barber le comunicó esto a Ellsworth. El director de la Casa de Moneda ya había ajustado las máquinas el año pasado para realizar las monedas de la serie Barber, por lo que no intervino en la acuñación y se marchó el día 9 de noviembre a una conferencia sobre numismática en Bruselas.
El 11 de noviembre, Charles Barber envió a Ellsworth láminas de impresiones de la última versión de la moneda. Ellsworth dijo que le complacía su aspecto. Charles Barber, el jefe de grabados, realizó los últimos detalles directamente a las piezas con las que se iban a acuñar las monedas, en lugar de realizar modificaciones a piezas modelo grandes para hacer luego otras piezas modelo más pequeñas en un torno de reducción con la cual acuñar las monedas. Esta forma de trabajar en la pieza final era lo que hacía su padre, William Barber, que fue su predecesor en el cargo de jefe de grabados, y era su forma preferida de trabajar. Barber añadió su monograma, "B", al diseño, que se encuentra sobre la letra "B" de la palabra "Columbian" del anverso; y el monograma de Morgan, "M", se encuentra en un aparejo de la carabela en el reverso.

## Lanzamiento
El Chicago Tribune describió cómo fueron acuñadas las primeras monedas de medio dólar Colombinas en la Casa de Moneda de Filadelfia el 19 de noviembre de 1892:

James W. Ellsworth representó a la [Compañía de la] Feria Mundial Colombina [...] Se acuñaron unos 2 000 de estos recuerdos hoy, y los trabajos continuarán hasta completar los 5 000 000 donados por el Congreso [...]
Desafortunadamente, el primer intento fue un fracaso porque un pequeño defecto causó el rechazo de la moneda [...] La moneda fue levantada de nuevo de la placa modelo de metal y examinada para su crítica por [el jefe de la Fábrica de la Moneda de Filadelfia] Coiner [William S.] Steele, el grabador Barber y el superintendente [de la Fábrica de la Moneda de Filadelfia] [Oliver] Bosbyshell. Cada línea fue definida profundamente y los fuertes rasgos del descubridor de América, que adornan la moneda, parecían mirar con aprobación el trabajo.

Los numismáticos Anthony Swiatek y Walter Breen, en su enciclopedia sobre las primeras monedas conmemorativas, sugirieron que la primera moneda no fue defectuosa ni destruida, sino que fue dada a Ellsworth, un destacado coleccionista de monedas que tenía rarezas como el doblón Brasher y dos ejemplares del dólar de 1804. Consideraron poco probable que los experimentados trabajadores de la Casa de Moneda hubiesen usado una placa modelo defectuosa para hacer aquella primera acuñación y que Ellsworth consiguió la pieza con la aprobación de Bosbyshell.

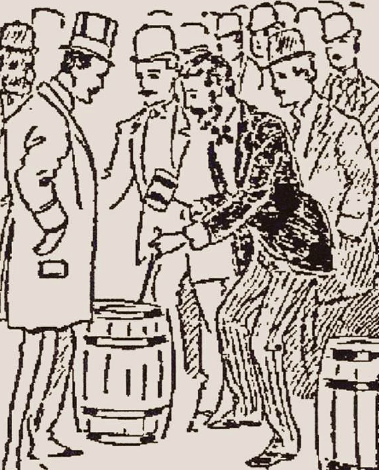
Xilografía contemporánea que representa al presidente de la Compañía de la Exposición, Harlow Higinbotham, abriendo el primer barril de monedas de medio dólar Colombinas.

El 15 de diciembre, la Casa de Moneda envió cinco barriles con las nuevas monedas, cada uno de los cuales contenía 10 000 piezas, a Chicago. Cada barril tenía cinco bolsas con mil monedas cada una, aunque en un barril, una bolsa solo tenía cuatro monedas y también había una caja de puros con cuatro sobres con los números de las monedas 1, 400, 1492 y 1892 del primer día de producción. Los barriles fueron llevados al Subtesoro de Chicago, y el 19 de diciembre a las 10 de la noche fueron llevadas por un convoy a la habitación 404 del Edificio Rand McNally, que era la sede de la organización de la exposición. Aquí, Harlow. N Higinbotham, presidente de la Compañía de la Exposición, abrió el barril con un mazo y un cincel, tomó la caja de puros y puso tres de las monedas 400, 1492 y 1892 en sus envases y se los metió en su bolsillo. Tomó la moneda número 1 y, para publicitar su venta, la mostró a una multitud reunida y la cambió por un cheque de 10 000 dólares a la empresa Wyckoff, Seamans & Benedict, que fue la fabricante oficial de máquinas de escribir de la exposición y que, posteriormente, pasó a llamarse Remington Typewriter Company. La moneda fue donada al Museo Colombino, recientemente creado, que posteriormente pasó a llamarse Museo Field. La Compañía de la Exposición puso las monedas a la venta por 1 dólar y el primer envío fue vendido en poco tiempo a quienes hicieron cola para comprarlas, a quienes las habían pedido por correo y a quienes las habían encargado a los bancos locales que tenían asignaciones de las mismas. No hubo ningún envase oficial para las monedas y fueron distribuidas en varios tipos de envases por los diferentes bancos.
Gran parte de la prensa de la época se centró en el hecho de que los medios dólares se vendiesen por el doble del valor con el que se habían acuñado. El periódico Sun de Colorado dijo que "La gente de la Feria Mundial cree que hace algo bueno vendiendo sus cinco millones de medios dólares de recuerdo de alta calidad. La propensión de Chicago a especular con el futuro no puede ser restringida". El periódico Call de Filadelfia dijo: "Quizás la propuesta de vender las monedas de 50 ¢ de recuerdo de la Feria Mundial por 1 $ sea una evidencia de que los visitantes pueden esperar un aumento de precios general en Chicago". El diseño fue también objeto de comentarios. El periódico Ledger de Filadelfia sugirió que: "Si no se supiese de antemano quién es el personaje que aparece en la imagen del medio dólar Colombino de recuerdo, el observador promedio no sabría si intenta representar a Daniel Webster o a Henry Ward Beecher". El periódico The Boston Globe dijo que: "la primera impresión de la nueva moneda Colombina de recuerdo inevitablemente lleva a la expresión de que Colón no era un hombre bien parecido". El Galveston Daily News opinó que las nuevas monedas de medio dólar:

La parte frontal de la moneda tiene un elegante parecido con el antiguo Toro Sentado. De este, no obstante, se dice que es Colón [...] También hay una imagen del barco de Colón a toda vela. A primera vista parece que el barco tiene ruedas, pero un examen más cercano nos muestra que las dos ruedas son los hemisferios oriental y occidental. El barco parece estar rodeado por una manada de marsopas, pero probablemente estas sean las olas. También hay una caña de pescar sujeta a la popa en la cabina del barco, y uno se hace a la idea de que un marino aventurero está cebando su anzuelo y mientiendo sobre lo que acaba de hacer picar, o que ha arrastrado un pez, porque la línea se encuentra a bordo del barco. La figura 1492 aparece debajo del velero. La moneda es del mismo tamaño y peso que los antiguos medios dólares, y aunque todos se venden como si fueran de primerísima calidad, su poder de adquisición es el de diez cervezas [de a níquel].

## Venta y posterioridad

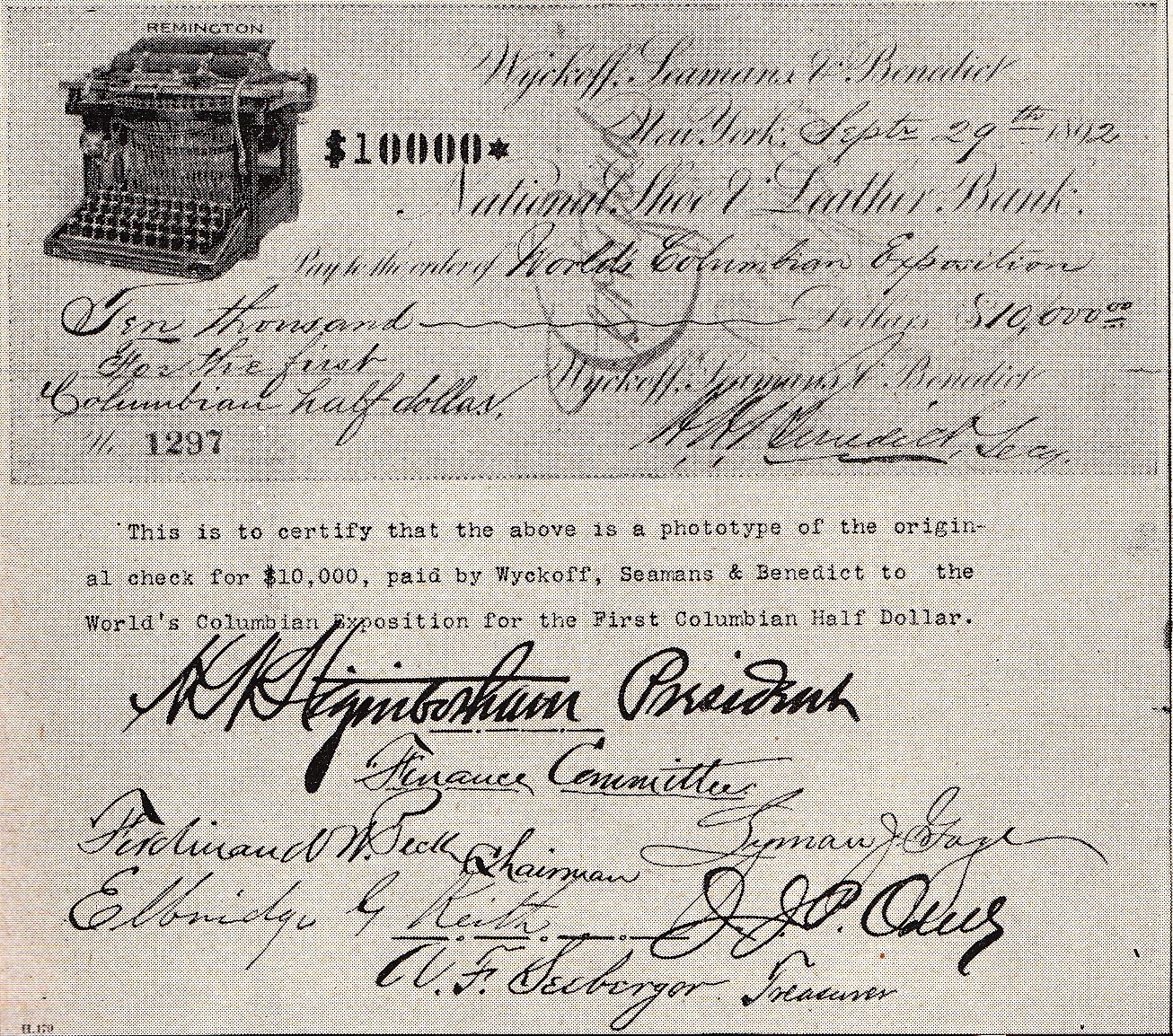
El cheque usado para pagar por el primer medio dólar Colombino.

Ellsworth recortó un artículo que criticaba la nueva moneda y lo envió a Barber y a Warner. Barber respondió enfadado con una réplica de cinco páginas y sugirió que los periódicos de Chicago no publicasen "las opiniones de personas que demuestran una gran cantidad de ignorancia deplorable y que del mismo modo son propensas a hablar 'pescado apestoso'". Warner reaccionó con resignación, argumentando que no había visto todavía la nueva moneda "pero supongo que no se parece al modelo". La principal objeción de los críticos fue que Barber había hecho un relieve menos pronunciado que el de la insignia de Warner para asegurarse de que las nuevas monedas tuvieran los mismos estándares de las otras monedas en circulación y que se pudiesen apilar apropiadamente. Los críticos consideraron esto innecesario ya que las monedas iban a ser más bien recuerdos que monedas circulantes.
Se emitieron monedas de prueba por sugerencia de Barber y el superintendente Bosbyshell. Se decidió que fuesen repartidas entre Ellsworth y el presidente de la Compañía, Higinbotham. Las monedas de prueba de 1892 fueron las cien primeras y las número 400, 1492 y 1892. El número total de monedas de prueba de 1893 es desconocido: en la obra Un libro guía de las monedas de los Estados Unidos, de R. S. Yeoman, se dice que se hicieron de tres a cinco pruebas en 1893 y la numismática Ira Goldberg, en un artículo de 2011, dice que fueron menos de diez. La primera moneda acuñada en 1893, una de prueba, es de la Sociedad Histórica de Chicago.
La Casa de Moneda consideró incluir el medio dólar colombino en conjuntos de monedas de prueba a la venta. En aquel entonces las monedas de prueba se vendían solamente por unos pocos centavos más que el valor con el que estaban acuñadas y el medio dólar Colombino iba a venderse por 1 $. Finalmente, las autoridades de la Casa de Moneda decidieron no incluirlo en grupos de monedas de prueba para evitar una devaluación.

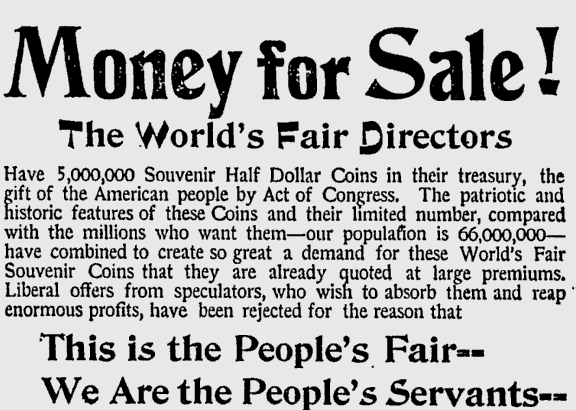
Extracto del anuncio publicado por funcionarios de la exposición en los periódicos de Estados Unidos.

Se acuñaron aproximadamente un millón de monedas de medio dólar en 1892 con esa fecha. Las monedas de 1893 fueron datadas con ese año. Se emitieron unos cuatro millones de monedas de medio dólar con la fecha 1893. Se emitió un total de 5 002 105 de monedas de medio dólar colombinas. Esto fue más que la cantidad de monedas que inspeccionaba anualmente la Comisión Assay. En febrero de 1893, las ventas cayeron mucho. La Compañía de la Exposición depositó 2 000 000 de monedas de medio dólar en los bancos de Chicago para asegurar los préstamos. En marzo, el Congreso se incautó de 1 141 700 de medios dólares para cubrir los costes adelantados por el Gobierno.
Las ventas durante la exposición fueron promovidas de diferentes formas. Por ejemplo, se construyó una maqueta del Edificio del Tesoro de Washington D. C. de 6,1 m de largo y 1,2 m de alto, hecha con los nuevos medios dólares. Estas monedas podían ser compradas y se entregarían cuando la exposición terminase. Cuando la exposición cerró, en octubre, quedó una gran cantidad de medios dólares en poder de los organizadores de la exposición, el Tesoro y los bancos de Chicago. Solamente se vendieron 358 645 monedas al precio de 1 dólar.
Tras el cierre de la exposición, quedó la pregunta de qué hacer con las 4,600,000 monedas de medio dólar que no se habían vendido. Los organizadores no querían que pasaran a ser dinero corriente, para preservar el precio especial pagado por los que la habían adquirido. Las monedas restantes de la Compañía de la Exposición fueron reenviadas a la Casa de Moneda, que las fundió: la cuota de este servicio fue perdonada por una ley del Congreso. Las monedas que tenía el Tesoro se ofrecieron a la venta a su valor nominal a partir de octubre de 1894. Cuando hubo pocos compradores, fueron puestas en circulación. También se puso en circulación el millón de monedas que tenían los bancos de Chicago. Aunque se fundieron 2,501,700 (todos con la fecha de 1893), el resto de las monedas de medio dólar Colombinas quedó en manos del público.El comerciante de monedas e historiador de la numismática Q. David Bowers indica que cuando él empezó a coleccionar monedas cuando era joven, en la década de 1950, las Colombinas estaban entre las monedas más comunes del siglo XIX que seguían en circulación. En la década de 1930 las monedas que no estaban en condiciones de circular pasaron a venderse por el precio original de 1 $. Los precios empezaron a subir cuando las monedas de plata fueron reemplazadas por otras de metal en la década de 1960. La versión de 2018 del catálogo de Yeoman, las monedas que no estaban en condiciones de circular (AU-50) estaban valoradas en 25 $ y las monedas prácticamente inalteradas (MS-66) estaban valoradas en 700 $.
Una razón de la falta de ventas, y las malas condiciones de los ejemplares que se conservan, fue que cuando la exposición estaba abierta, empezó la Crisis Económica de 1893. Esta fue una de las peores crisis en la historia de la nación. Sin embargo, el visitante promedio de la exposición gastaba 1,18 $. Los que visitaban la exposición no eran propensos a gastarse un dólar por una moneda de 50 centavos y fue frecuente que aquellos que habían comprado monedas Colombinas antes de la crisis decidieran gastarse esas monedas de recuerdo.

#### Otras fuentes
- Bowers, Q. David. «Capítulo 8: Silver commemoratives (and clad too), parte 2». Commemorative Coins of the United States: A Complete Encyclopedia. Consultado el 17 de septiembre de 2012.
- Bowers, Q. David. «Capítulo 8: Silver commemoratives (and clad too), parte 3». Commemorative Coins of the United States: A Complete Encyclopedia. Consultado el 18 de septiembre de 2012.
- Bowers, Q. David. «Capítulo 8: Silver commemoratives (and clad too), parte 5». Commemorative Coins of the United States: A Complete Encyclopedia. Consultado el 18 de septiembre de 2012.
- Bowers, Q. David. «Capítulo 8: Silver commemoratives (and clad too), parte 6». Commemorative Coins of the United States: A Complete Encyclopedia. Consultado el 18 de septiembre de 2012.
- Goldberg, Ira (Junio de 2011). «Chicago Exposition coins». The Numismatist (Colorado Springs, Co.: American Numismatic Association): 171-173.
- Nancy, Oliver; Kelly, Richard (Junio de 2011). «Kegs of coins». The Numismatist (Colorado Springs, Co.: American Numismatic Association): 242–243.
- Schefler, Erik (Junio de 2011). «The World's Columbian Exposition: A fair of firsts». The Numismatist (Colorado Springs, Co.: American Numismatic Association): 55-58.

- Datos: Q5149947
- Multimedia: Columbian Exposition half dollar / Q5149947